# Castello La Rocchetta
Il castello La Rocchetta è un castello di origine medievale del Biellese situato nel comune di Sandigliano.

## Storia
Date le origini medievali del paese, il comune di Sandigliano conserva ancora oggi il Castello La Rocchetta risalente al XIV secolo.
La sua edificazione si deve a due motivi principali quali la sicurezza del ricetto da probabili attacchi nemici e da residenza signorile, benché quest ultimo aspetto era in un primo momento dedicato ai soli signori di Sandigliano per poi passare alla famiglia dei Vialardi (proprietari anche del Castello del Torrione sempre a Sandigliano).

## Caratteristiche costruttive
Il castello si ergeva su un altopiano del borgo di Sandigliano, con gli anni gran parte delle mura della città ed il ricetto scomparvero e rimase solamente il castello con posizione centrale al paese.
La sua conformazione è circolare anche se irregolare, al suo centro presenta una torre alta circa 10,5 m. Una caratteristica non più presente è il ponte levatoio che fu sostituito e perduto con il riempimento del fossato che circondava tutta la struttura.

## Fruizione
Dal 2010 il castello è adibito al solo uso residenziale.